# 컬러 오브 머니
《컬러 오브 머니》(영어: The Color of Money)는 1986년에 개봉한 미국의 스포츠 드라마 영화이다. 동명 원작 소설을 영화화하였다. 《허슬러》(1961)의 속편이다.

## 줄거리
전 포켓볼 선수 "패스트 에디" 펠슨은 현재 시카고에서 주류 영업 사원으로 지내고 있지만 포켓볼 도박꾼들과 파트너 관계를 맺고 있다.
파트너 줄리언이 나인볼에서 청년 빈센트에게 진 뒤 빈센트의 실력을 알아본 에디는 함께 6주간 이동하며 내기 포켓볼로 돈을 따고 최종적으로는 애틀랜틱시티의 나인볼 승자전에 도전할 것을 제안한다. 에디는 빈센트가 여자친구 카먼에게 그닥 자신이 없는 걸 간파하고 이를 심리적으로 건드리고, 빈센트에게 귀한 밸러부슈카(발라부시카) 큐대까지 준다. 그렇게 에디, 빈센트, 카먼은 캐딜락에 올라 길을 떠난다.
내기 당구에서 상대들을 농락하려면 실제 실력보다 수준이 낮은 게임도 해야 하지만 빈센트는 이를 주저한다. 빈센트의 오만함에 질린 에디는 지인 오비스가 운영하는 내기 당구장에 빈센트를 내버려두고 가버린다. 빈센트는 이 당구장 내 최고 실력자를 제압하지만 그 바람에 에디가 경고했던 대로 돈이 더 많은 먹잇감이 겁이 나 도망쳐버린다. 결국 빈센트는 금전적 성공을 위해 자존심을 꺾어야 한다는 데 동의하고, 에디와 카먼은 빈센트가 과시성 게임을 하지 못하게 함께 고삐를 죈다.
유명한 그레이디 시즌스와 겨룰 기회가 빈센트에게 찾아오자 에디는 약체라고 소문을 내 애틀랜틱시티 배당률을 높여야 한다며 전략적으로 판을 던지라고 주문한다. 하지만 그레이디에게 자극을 받은 빈센트는 결국 진심으로 게임을 하고 만다. 이를 지켜보며 고무된 에디는 다시 현역으로 나서지만 도박꾼 에이머스에게 속수무책으로 당하면서 충격을 받고, 빈센트와 카먼이 애틀랜틱시티에 도달하는 데 필요할 비용만 남기고 떠나버린다.
에디는 애틀랜틱시티 승자전에 도전해 빈센트를 상대로 이긴다. 하지만 실은 빈센트가 본인이 그레이디를 이겼다는 소문이 난 것을 역이용하여 에디가 이기는 데 4,000 달러를 걸고 의도적으로 경기를 진 것으로 드러난다. 빈센트는 에디에게 그의 몫이라며 배당금 중 8,000 달러를 준다. 에디는 준결승에서 기권하며 자진해서 몰수패를 당하고, 받았던 돈을 빈센트에게 돌려준다. 빈센트를 진짜로 이기고 싶어진 에디는 당구장에서 빈센트와 개인적인 경기를 시작한다.

## 출연진
- 폴 뉴먼 - 에디 "패스트 에디" 펠슨 역
- 톰 크루즈 - 빈센트 로리아 역
- 메리 엘리자베스 매스트런토니오 - 카먼 역
- 헬렌 셰이버 - 저넬 역: 에디의 여자친구.
- 존 터투로 - 줄리언 역
- 빌 코브스 - 오비스 역
- 포리스트 휘터커 - 에이머스 역

## 우리말 녹음
KBS 성우진 (1992년 7월 4일)
- 김종성 - 에디(폴 뉴먼)
- 오세홍 - 빈센트(톰 크루즈)
- 권희덕 - 카먼(메리 엘리자베스 매스트런토니오)
- 이선영 - 저넬(헬렌 셰이버)
- 이봉준 - 오비스(빌 코브스)
- 유해무 - 에이머스(포리스트 휘터커)
- 김준 - 모젤(브루스 A. 영)
- 신세인
- 문영래
- 김창주
- 이호인
- 성창수
- 김태웅
- 박홍식
- 함수정